# كريستيان ارنست ستال
كريستيان ارنست ستال (بالفرنسية: Christian Ernst Stahl)‏ (و. 1848 – 1919 م) هو عالم نبات، وأستاذ جامعي، واخصائي فطريات من فرنسا . ولد في ستشيلتيغهيم .
توفي في يينا ، عن عمر يناهز 71 عاماً.

## مناصب وهيئات
أدار جامعة يينا.